# Maine Mariners (1977–1992)
Maine Mariners var en ishockeyklubb i Portland i delstaten Maine i USA. Laget spelade i AHL, och hemmamatcherna var förlagda till i Cumberland County Civic Center.

### Fotnoter
1. ↑  ”Maine Mariners” (på engelska). Hockey DB. Arkiverad från originalet den 3 februari 2014. https://web.archive.org/web/20140203222622/http://www.hockeydb.com/stte/maine-mariners-6716.html. Läst 22 maj 2014.